# Clean Development Mechanism
El Mecanisme de Desenvolupament Net (CDM, o Clean Development Mechanism) és un mecanisme flexible definit a l'article 12 del Protocol de Kioto de la Convenció Marc de les Nacions Unides sobre el Canvi Climàtic, amb l'objectiu que els països en vies de desenvolupament (els no inclosos en l'annex I) puguin avançar cap a un desenvolupament sostenible, permetent alhora que els països industrialitzats inclosos a l'annex I compleixin els seus compromisos de limitació i reducció dels gasos amb efecte d'hivernacle.
El mecanisme consisteix en la implantació o finançament de projectes per part dels països industrialitzats en països en vies de desenvolupament per tal de reduir les emissions de gasos amb efecte d'hivernacle. El país desenvolupat obté així drets d'emissió, dit d'altra manera, crèdits certificats per la reducció de les emissions (CER). En conseqüència, el país inclòs en l'annex I pot augmentar les seves emissions, sempre que respecti els requisits establerts pel Protocol de Kyoto per tal de salvaguardar la posició del país en vies de desenvolupament. En contrapartida, el país en vies de desenvolupament rep el capital invertit i la tecnologia neta, promovent així el desenvolupament sostenible en aquest.
Els CDM poden ser duts a terme per organismes públics o privats. Són una eina que, juntament amb els mecanismes d'aplicació conjunta (AC) i el comerç internacional de drets d'emissió, constitueixen els mecanismes establerts al Protocol de Kyoto per facilitar l'assoliment dels objectius de reducció i limitació d'emissions dels països de l'annex I.
Per tal que el mecanisme sigui vàlid, cal que les reduccions de CO₂ assignades a un projecte en concret siguin verificades i certificades per un comitè supervisor de les Nacions Unides. Per obtenir la certificació de les emissions, les parts interessades (l'entitat que du a terme el projecte i el país en desenvolupament receptor del projecte) hauran de demostrar una reducció real, mesurable i prolongada en el temps.